# Villa d’Este

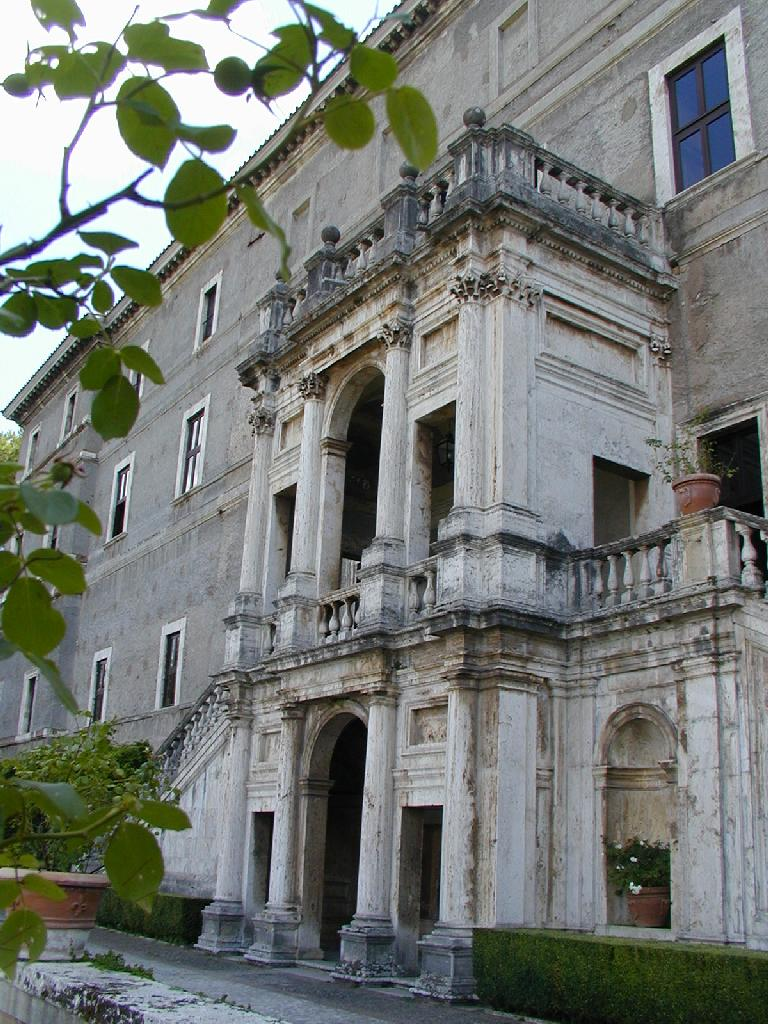
Villa d’Este

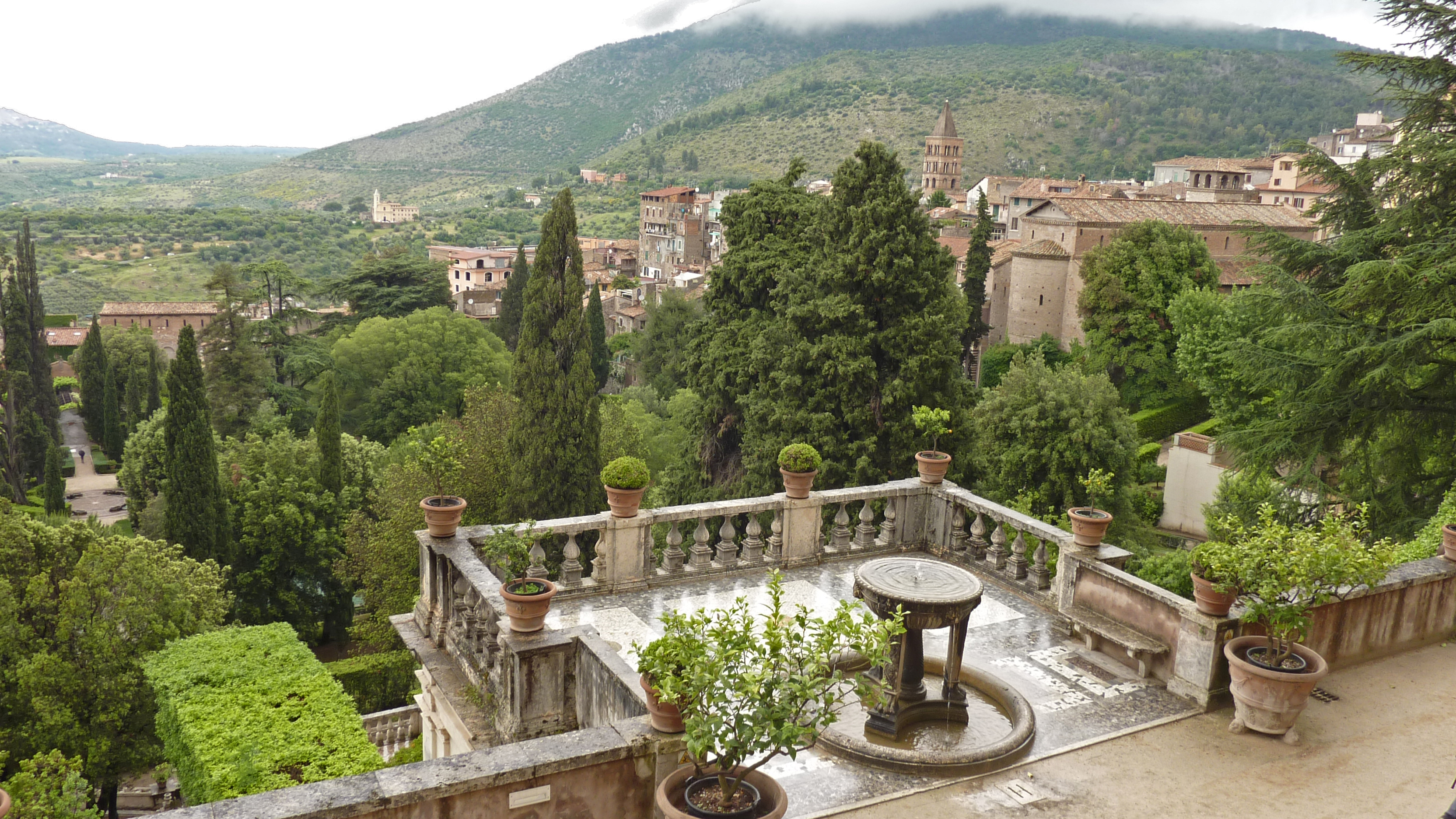
Blick von der Villa d’Este

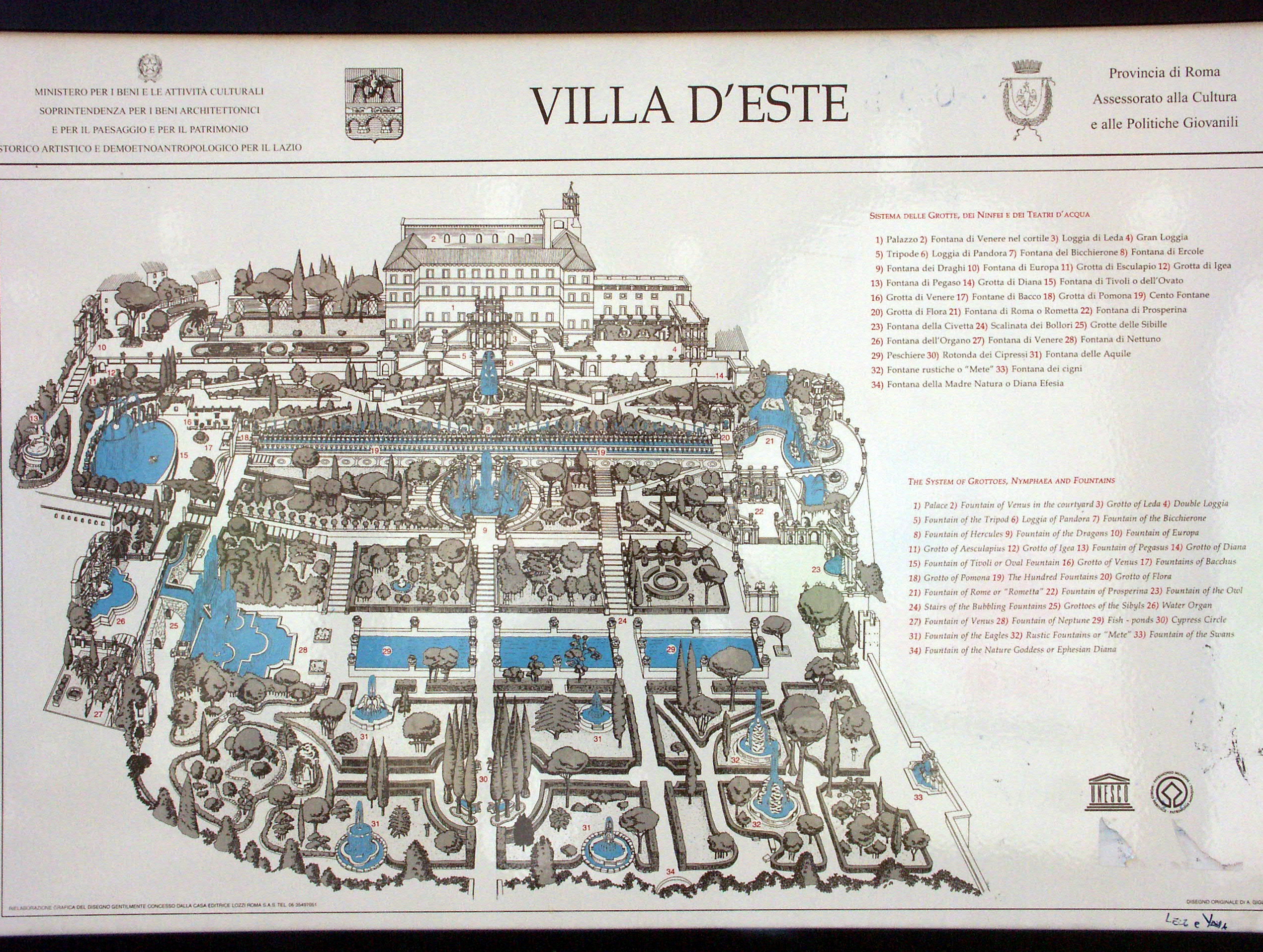
Schautafel im Eingangsbereich der Villa d’Este

Die Villa d’Este ist ein Palast aus dem 16. Jahrhundert mit einem berühmten Renaissancegarten. Sie liegt in Tivoli in der Region Latium nahe Rom in Italien und ist seit 2001 UNESCO-Welterbe.

## Geschichte
Kardinal Ippolito II. d’Este (1509–72), zweitgeborener Sohn Alfonso I. d’Estes, des Herzogs von Ferrara, war Enkel des Papstes Alexander VI. Seine Mutter war Lucrezia Borgia. 1550 wurde er Statthalter von Tivoli und aufgrund seiner kirchlichen und weltlichen Verbindungen wurde er einer der wohlhabendsten Kardinäle seiner Zeit und Förderer der Künste. Seine Residenz in einem ehemaligen Benediktinerkloster mit großartiger Aussicht auf die unterhalb liegende Landschaft und umfangreichem Wasserreservoir für Fontänen und Gärten genügte seinen Anforderungen als Kardinal aus dem Hause Este nicht. Deshalb ließ er ab 1560 vom Hofarchitekten Alberto Galvani einen Garten am Hang des Valle gaudente unterhalb seines Palastes nach dem Entwurf des Malers, Architekten und Archäologen Pirro Ligorio aus Neapel anlegen. Zur Vergrößerung des Tales in Längsausrichtung mussten einige Gebäude weichen. Diplomatische Missionen Heinrichs II. von Frankreich führten Ipolitto bis 1555 nach Parma und Siena. Im September 1555 wurde er von Papst Paul IV. wegen Simonie angeklagt und ging ins Exil. Als er 1572 starb, waren die Arbeiten am Palast fast vollendet.
Die Räume des Palastes wurden von den besten Künstlern des späten römischen Manierismus ausgeschmückt. Beteiligt waren Livio Agresti aus Forlì, Federico Zuccari, Durante Alberti, Girolamo Muziano, Cesare Nebbia und Antonio Tempesta.
33 Jahre später, 1605, gab sein Nachfolger Kardinal Alessandro d’Este weitere Arbeiten in Auftrag. Man setzte die bestehenden Anlagen instand, änderte die Gesamtkonzeption der Gärten weitreichend und erneuerte die Dekorationen der Brunnen. 1660 bis 1670 fanden dann nochmals Bauarbeiten statt, an denen auch Gianlorenzo Bernini beteiligt war.
Im 18. Jahrhundert verfiel die Anlage, die inzwischen im Besitz des Hauses Habsburg war. Die Gärten waren verlassen, die Brunnen gingen zu Bruch und die von Kardinal Ippolito II. d’Este ausgebaute Sammlung antiker Statuen wurde in alle Winde zerstreut. Der Verfall dauerte bis zur Mitte des 19. Jahrhunderts an. Erst Gustav-Adolf Prinz zu Hohenlohe-Schillingsfürst, der die Villa in enfiteusi (Emphyteuse) von den Herzögen von Modena aus dem Hause Österreich-Este erhalten hatte, veranlasste 1851 eine Reihe von Arbeiten, um die Anlage vor weiterem Verfall zu bewahren. Seit 1867 war Franz Liszt bei Gustav Adolf Kardinal Hohenlohe in der Villa d’Este in Tivoli zu Besuch; 1869 zog Liszt von seiner Wohnung am Monte Mario in die Villa d’Este. Hier komponierte er drei Klavierstücke, die später in dem Album Années de pèlerinage veröffentlicht wurden.
Franz V. vererbte die Villa 1875 postum an Erzherzog Franz Ferdinand von Österreich-Este, später Thronfolger von Österreich-Ungarn. Franz Ferdinand verhandelte lange mit der italienischen Regierung und wollte die Villa für zwei Millionen Lire verkaufen. Am 28. Juni 1914 wurden er und seine Frau in Sarajewo von einem Attentäter erschossen.
Nach Ende des Ersten Weltkrieges wurde die Villa Eigentum des italienischen Staates. In den 1920er Jahren wurde sie umfangreich renoviert und der Öffentlichkeit zugänglich gemacht. Im Zweiten Weltkrieg erlitt die Anlage 1944 Bombenschäden. Seither gab es zahlreiche Reparatur- und Instandhaltungsarbeiten. Die Luftverschmutzung schädigte die Bausubstanz.

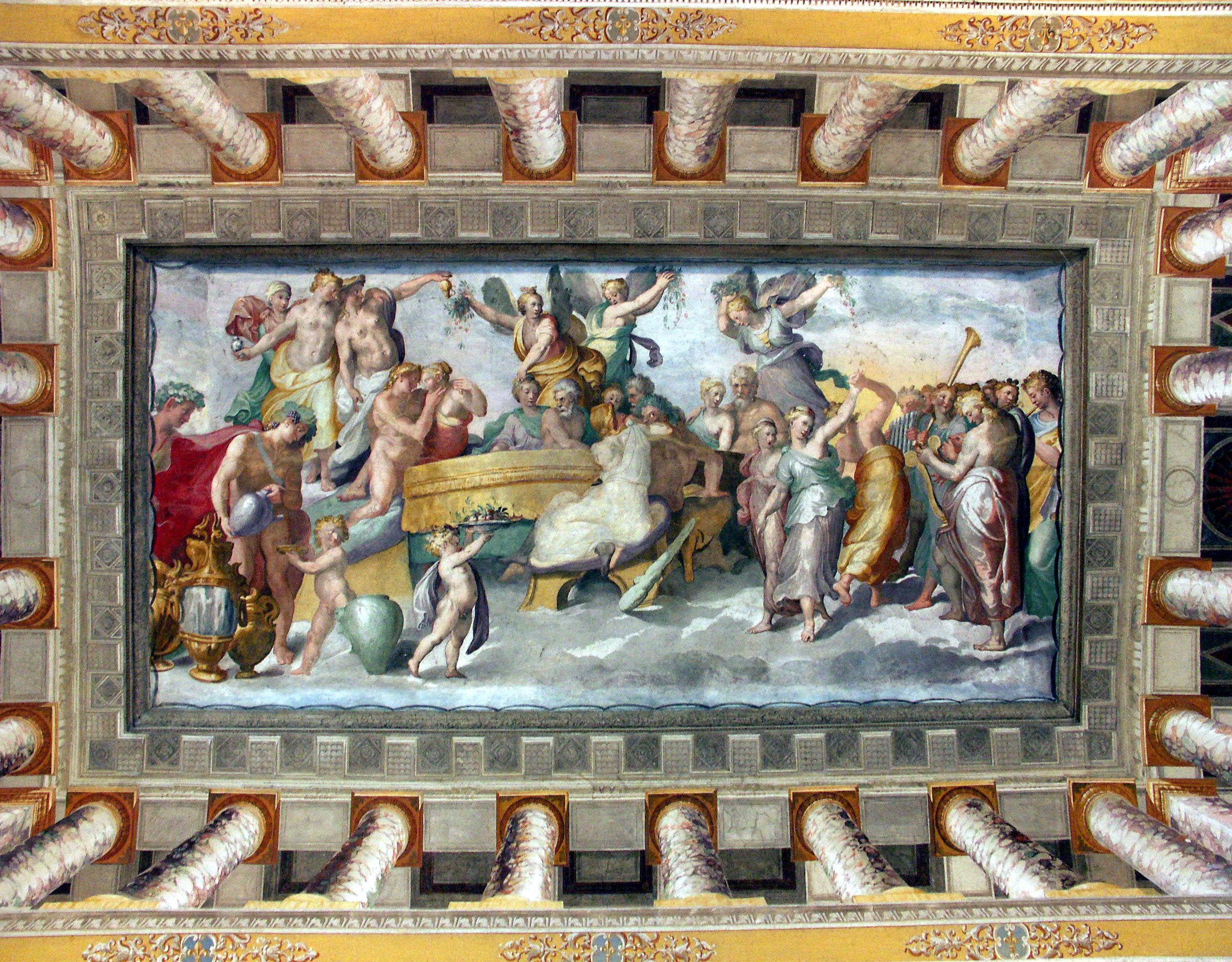
Deckenfresko
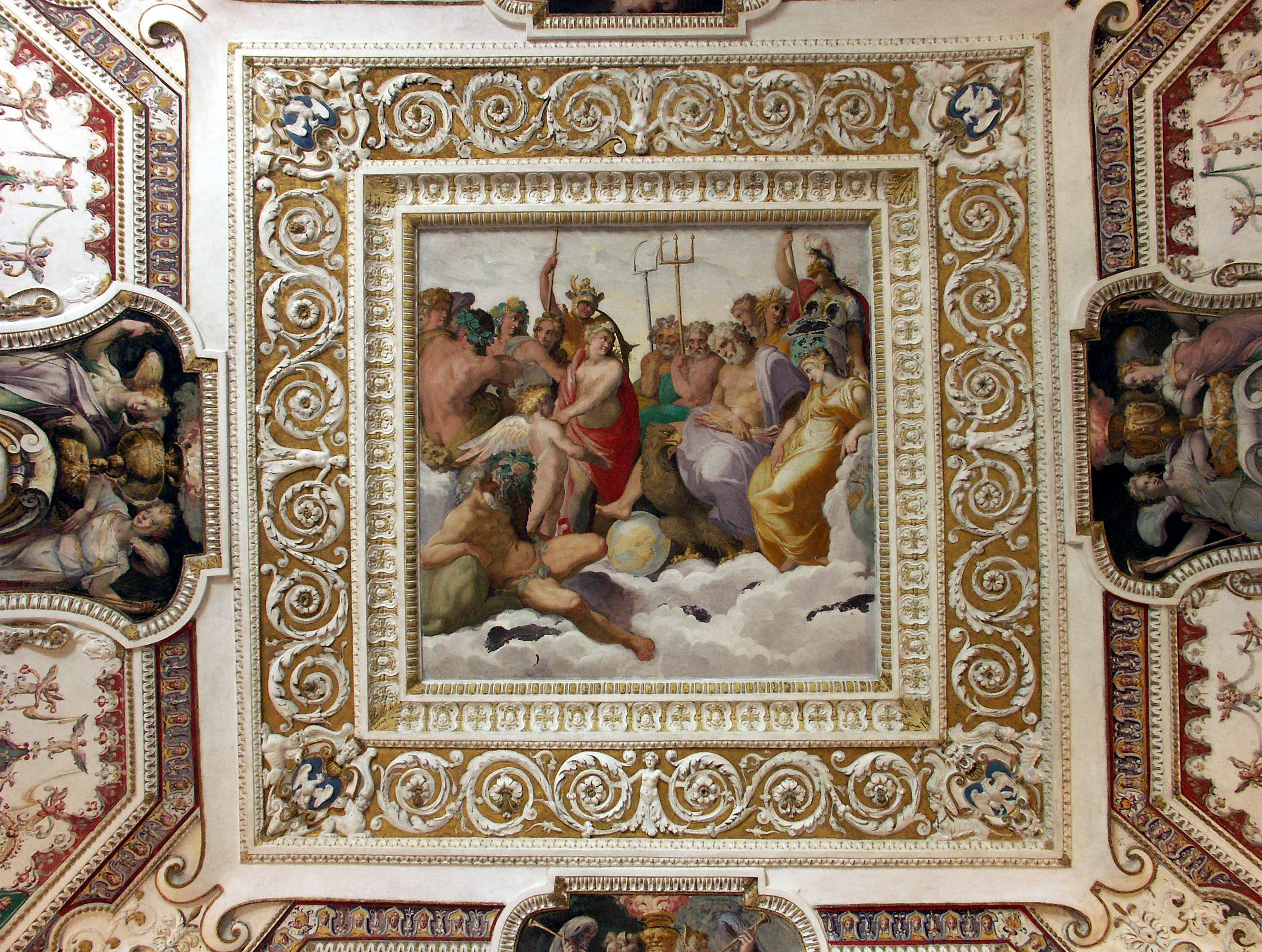
Deckenfresko

## Gärten

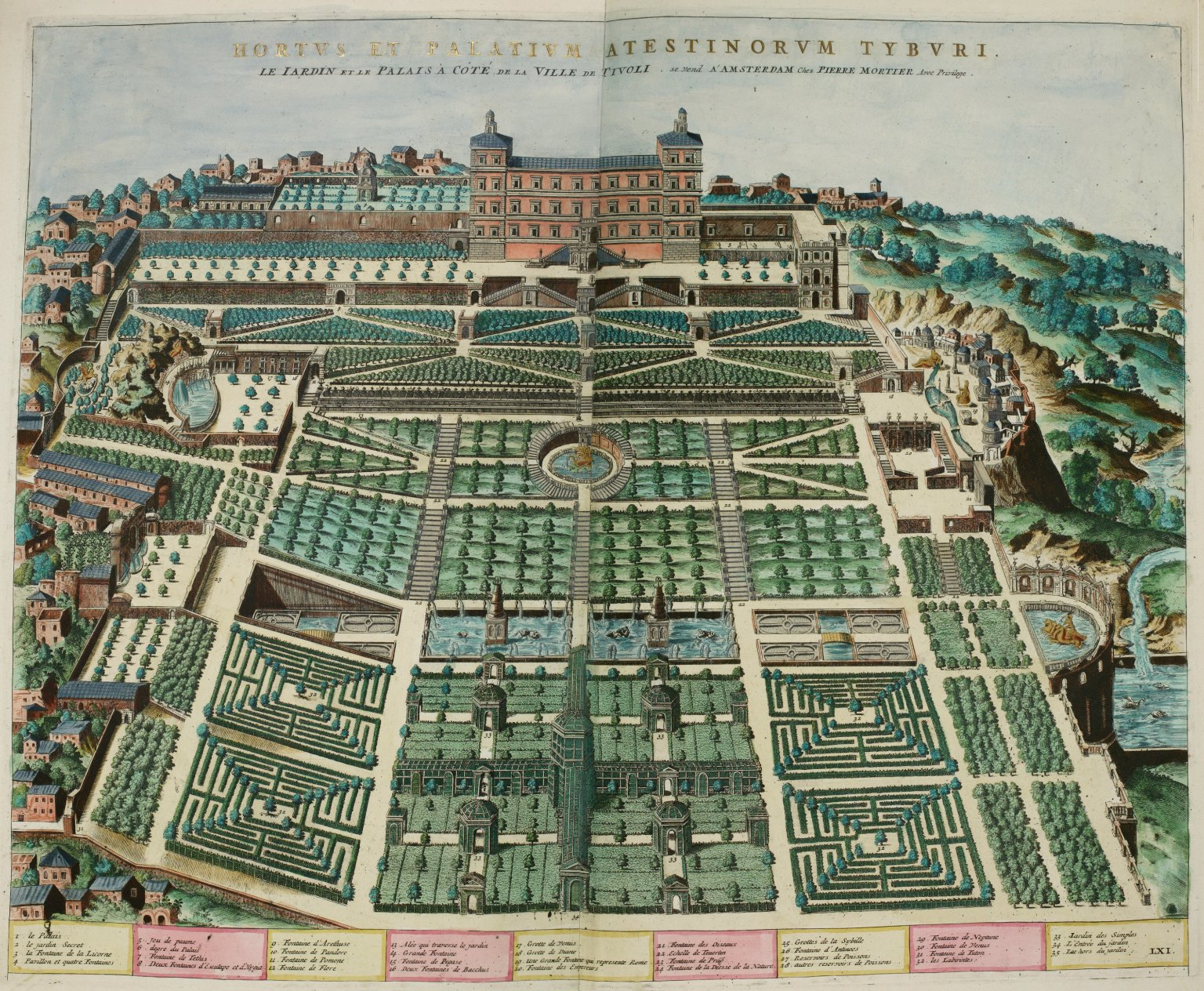
Stich von Étienne Dupérac (zwischen 1560 und 1575)

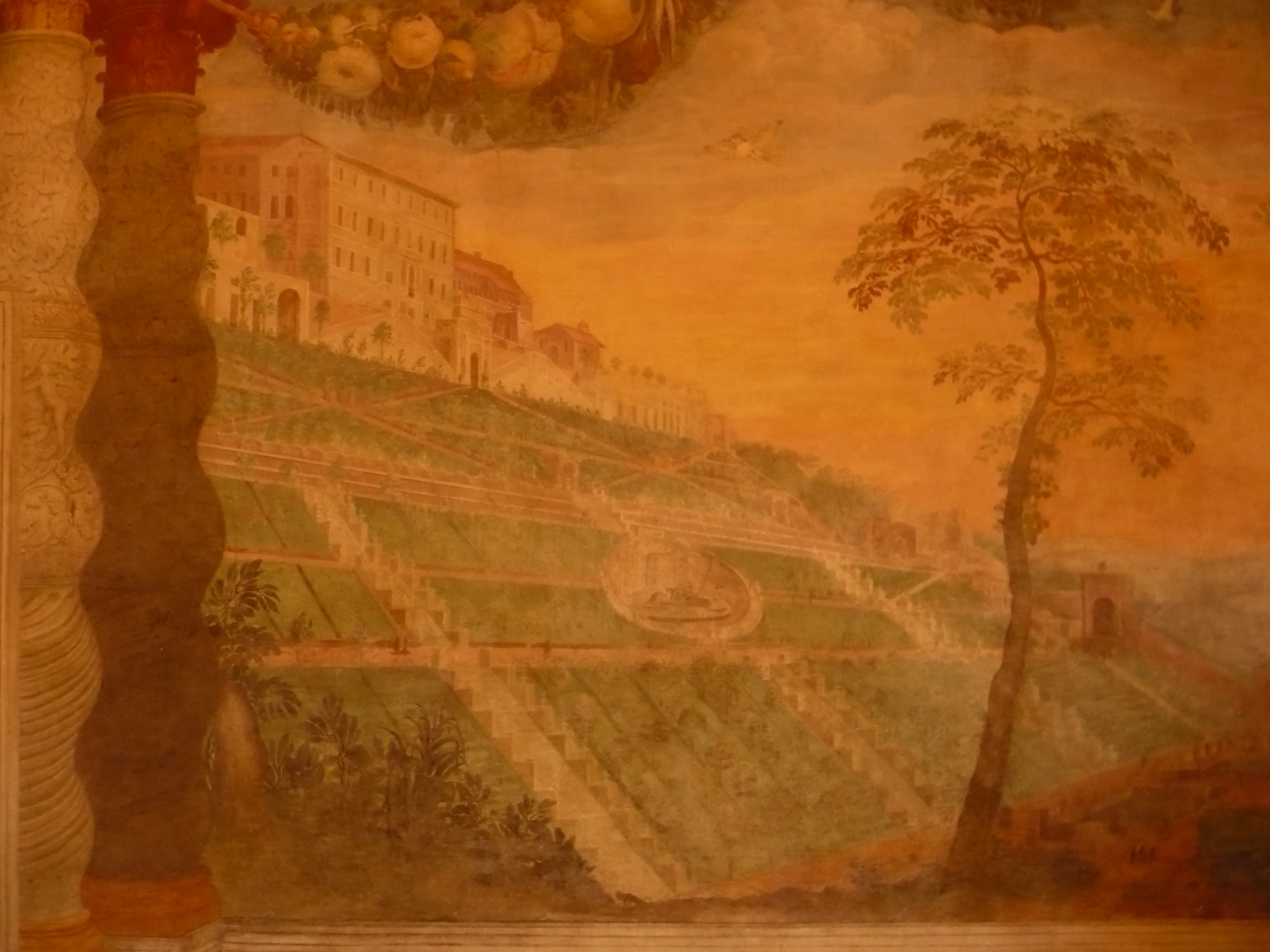
Fresko-Darstellung der Villa d’Este

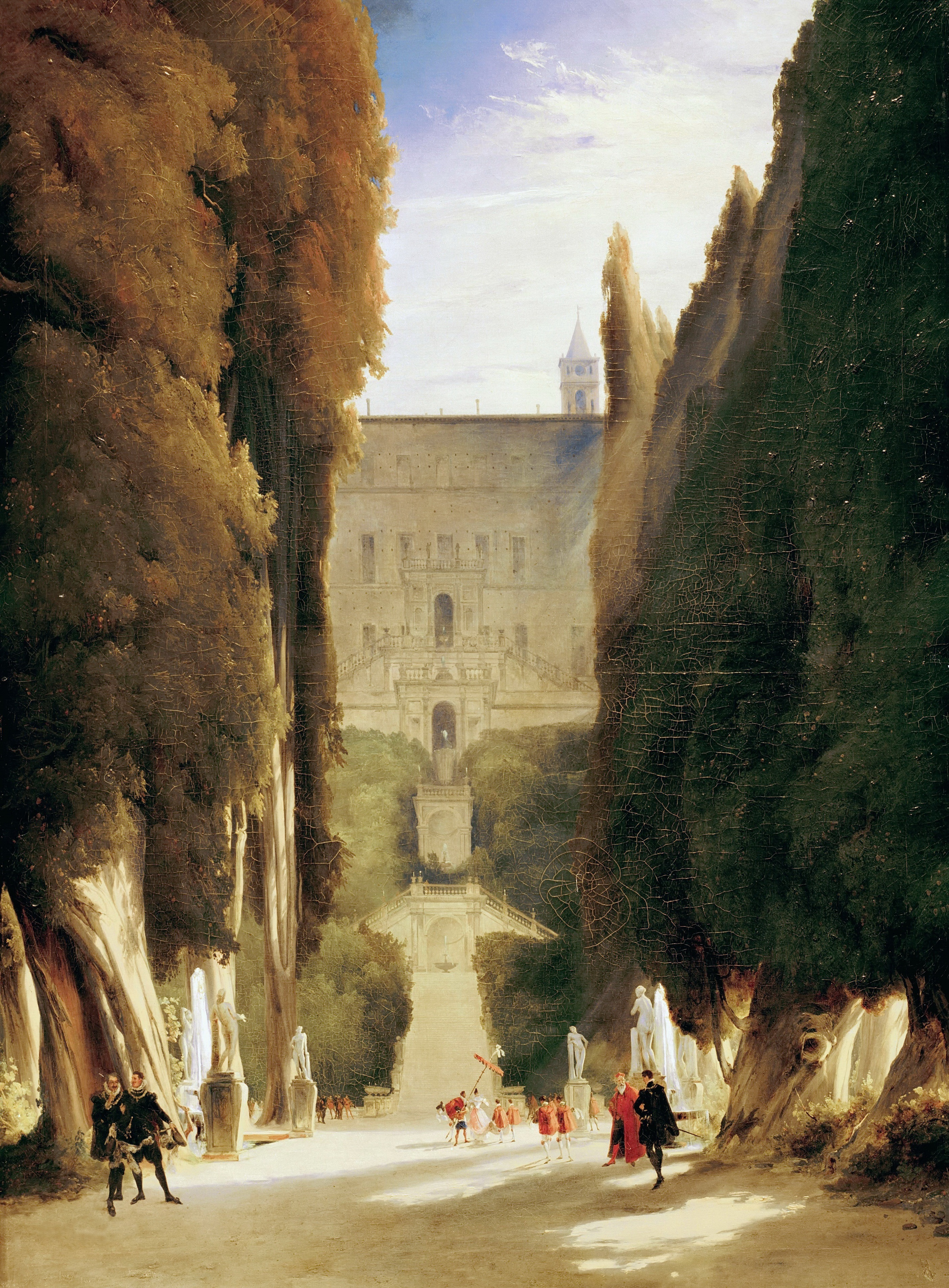
Im Park der Villa d’Este von Carl Blechen (1830)

Die Gärten erstrecken sich von der Villa den Hang hinunter. Sie umfassen mehr als 500 Brunnen, Nymphäen, Wasserspiele, Grotten und Wasserbecken sowie eine Wasserorgel. Das natürliche Gefälle war die Grundlage bei der Gestaltung der Gartenanlage.
Der Garten besteht aus zwei Teilen unterschiedlichen Charakters.

### Hanggarten
Der Hanggarten zieht sich in einer Abfolge von Rampen, Treppen und Terrassen den Abhang hinunter. Die durch Nischenarchitektur markierte Mittelachse führt vom Palast abwärts zum Hauptgarten. Quer zum Hang gibt es lange Wege entlang linearer Brunnenanlagen (Allee der hundert Brunnen) mit besonderen Brunnen an den Kopfenden (Fontana di Tivoli, Fontana di Roma).
Unterhalb liegt die Querachse der Gärten längs zum Hang. Auf ihr liegen drei hintereinander gestaffelte Fischteiche. Das letzte Becken schneidet in den nordwestlichen Hang ein und wird von einer Doppelterrasse abgeschlossen, über der der Neptunbrunnen mit Wasserorgel thront. Auf der Gegenseite ordnete Ligorio eine Exedra an, einen Aussichtspunkt, die aus der südwestlichen Gartenbegrenzung herausragt. Von dort hat man einen weiten Blick über das Tal.

### Hauptgarten
Der Hauptgarten (Gardino delle Semplici) ist etwas flacher. Laubengänge führen durch kleine Gärten; in manchen Beeten sollten ursprünglich Heilkräuter und Nutzpflanzen angebaut werden. In der Idealansicht von Étienne Dupérac 1573 erkennt man in diesem Teil der Gärten zwei Labyrinthe.

### Brunnen (Auswahl)
- Die Allee der hundert Brunnen im Hanggarten.
- Der Ovato-Brunnen im Hanggarten. Er bildet das wichtigste Wasserreservoir der Anlage. Durch einen unterirdischen Kanal tritt hier ein Nebenarm des Flusses Aniene hervor und wird dann auf weitere Kanäle verteilt, die die Anlage speisen. Über dem Brunnen erhebt sich ein künstliches Gebirge, das von einer Pegasos-Statue beherrscht wird.
- Die Fontana di Roma und die Rometta, eine Kulisse, die das alte Rom darstellt und die um 1855 zum größten Teil abgebrochen wurde, bilden den Gegenpol zum Tivolibrunnen. Die Kunst der Bewässerung wird hier symbolisch als Grundvoraussetzung für die kulturelle Blüte Roms dargestellt.
- Der imposante Neptunbrunnen mit dem darüber liegenden Orgelbrunnen auf der Querachse. Zu dem letzten gehörte einst eine wasserbetriebene Wasserorgel, die Ende des 18. Jahrhunderts verloren ging. Sie wurde in jüngerer Zeit nach dem Vorbild des alten pneumatisch-hydraulischen Funktionsprinzips wieder instand gesetzt, wobei einige Teile durch Neuherstellungen ersetzt wurden, und ist seit 2003 wieder zu hören. Die Orgel hat heute 144 Pfeifen, die von einer durch Wasser angetriebene Stiftwalze kontrolliert werden, und sie kann vier Renaissance-Stücke von insgesamt vier Minuten Dauer spielen.

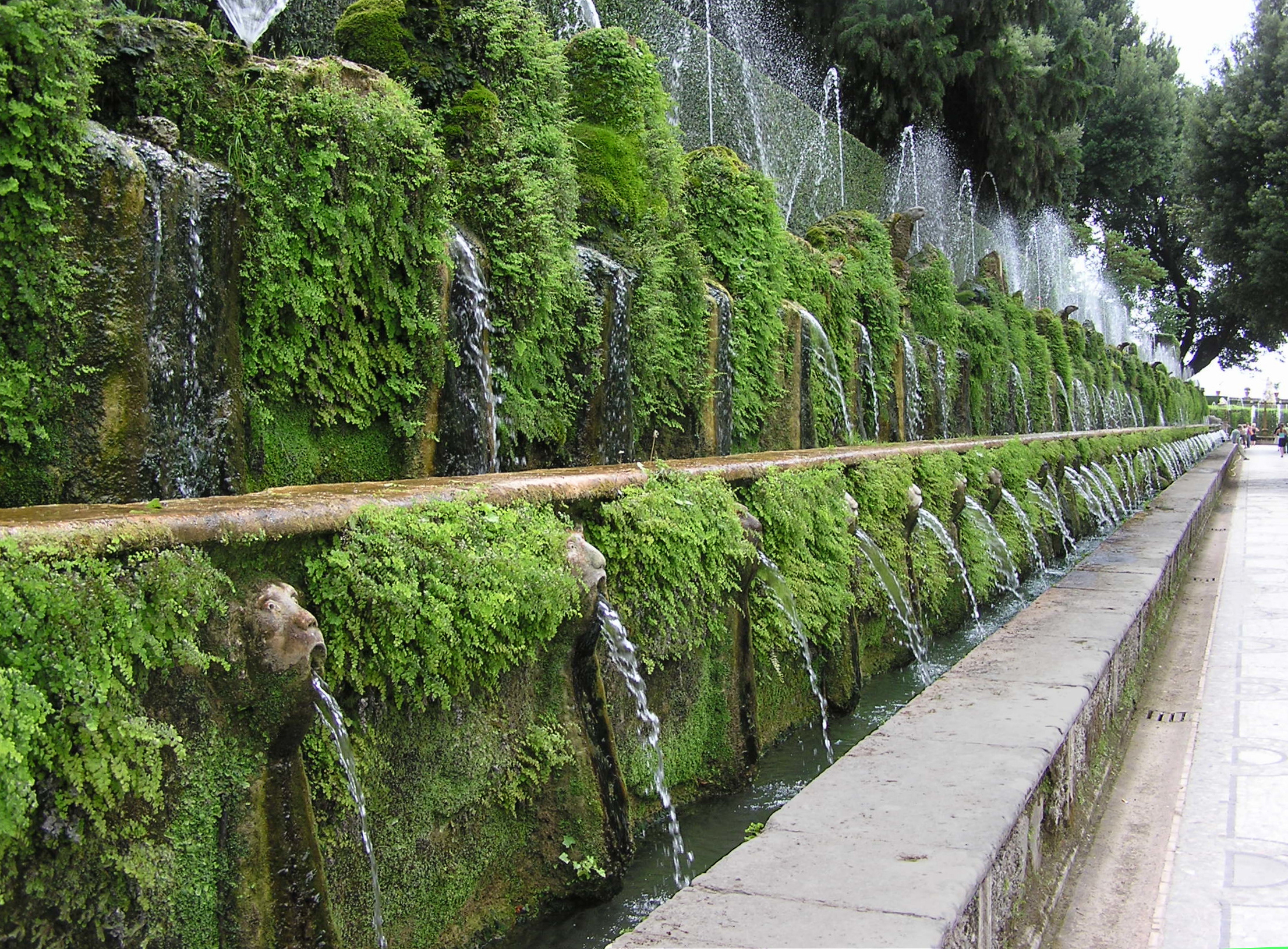
Allee der hundert Brunnen
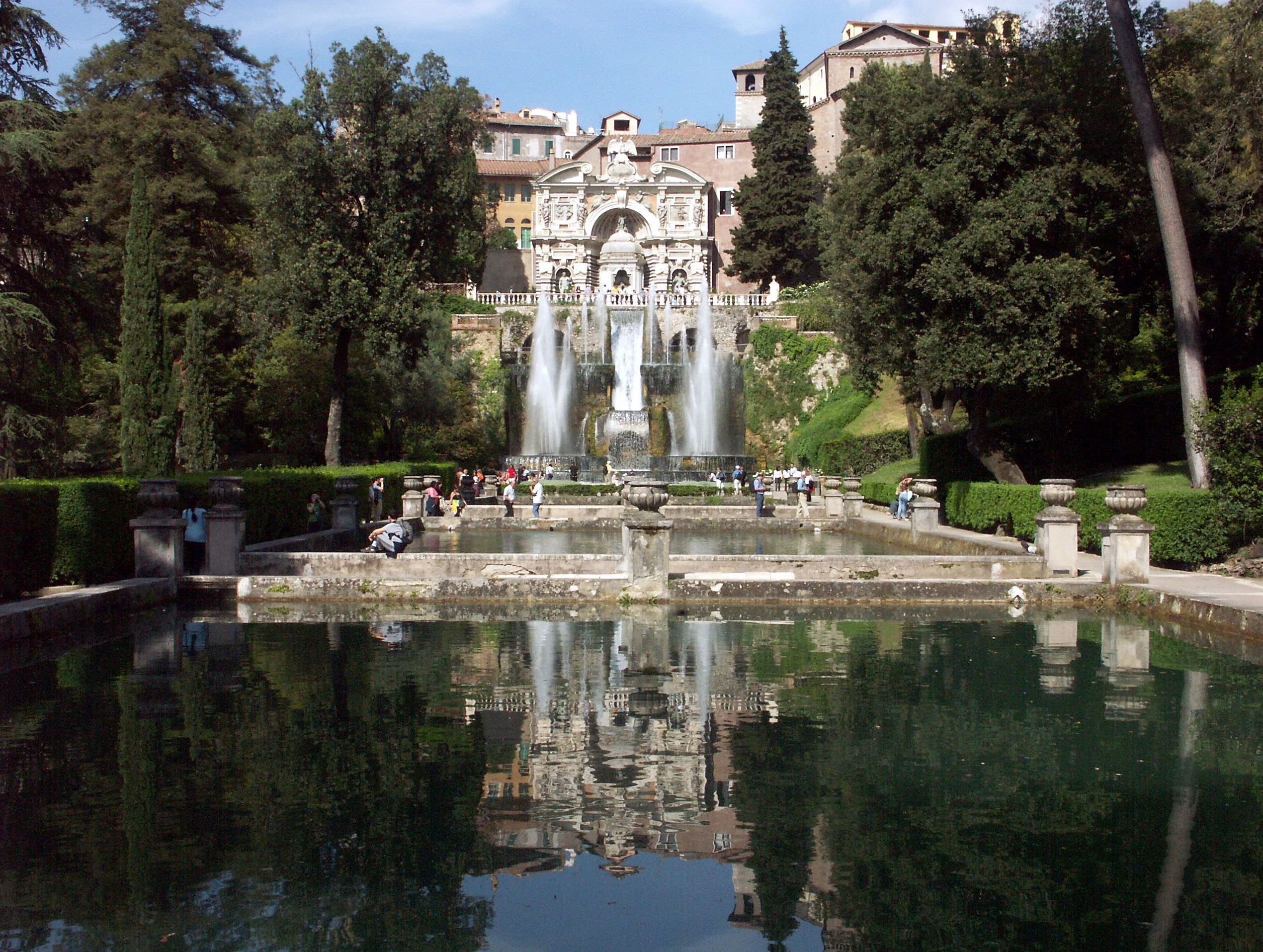
Neptunbrunnen und Wasserorgel
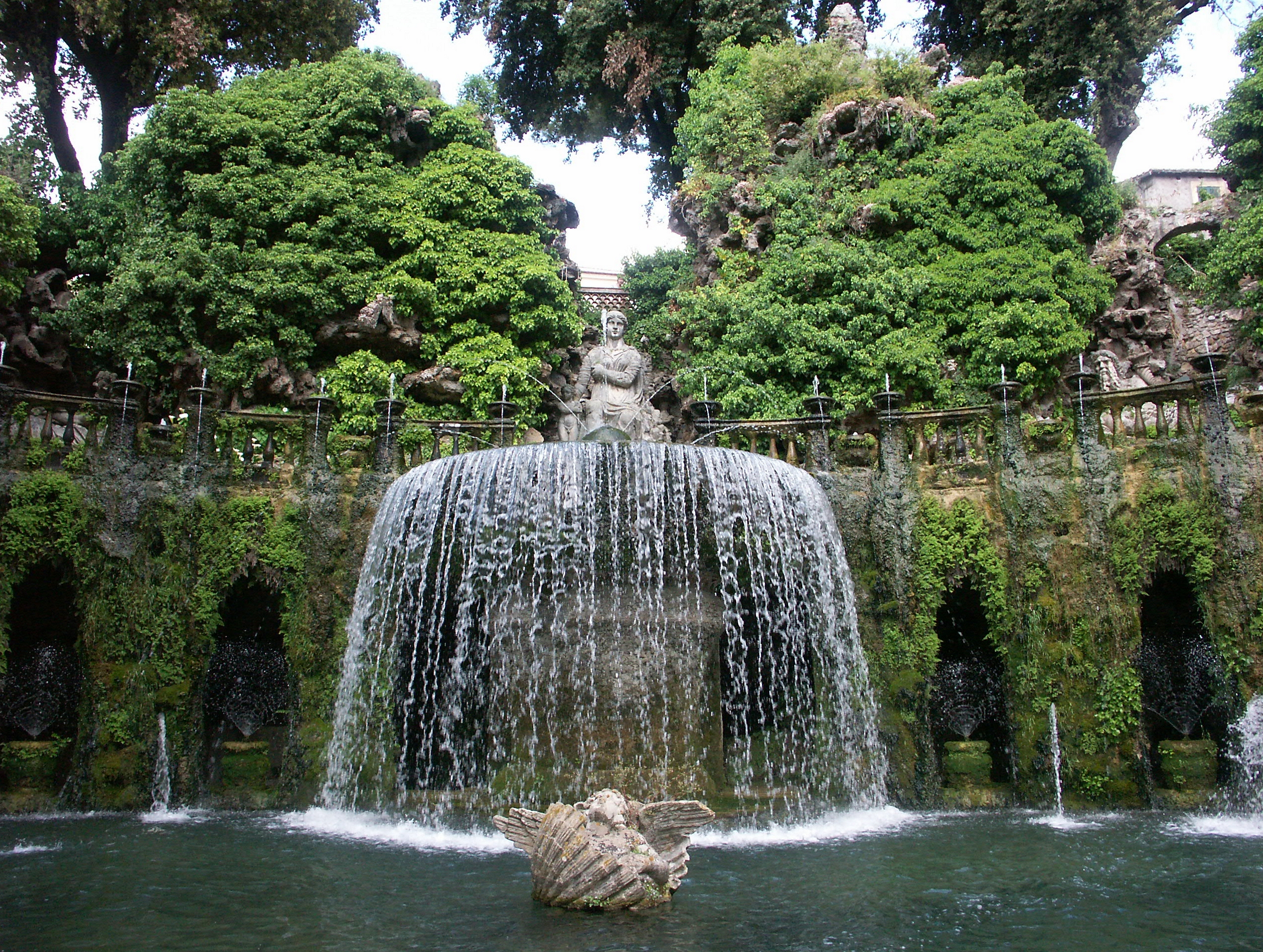
Ovato-Brunnen

### Einordnung in Kunst- und Architekturgeschichte

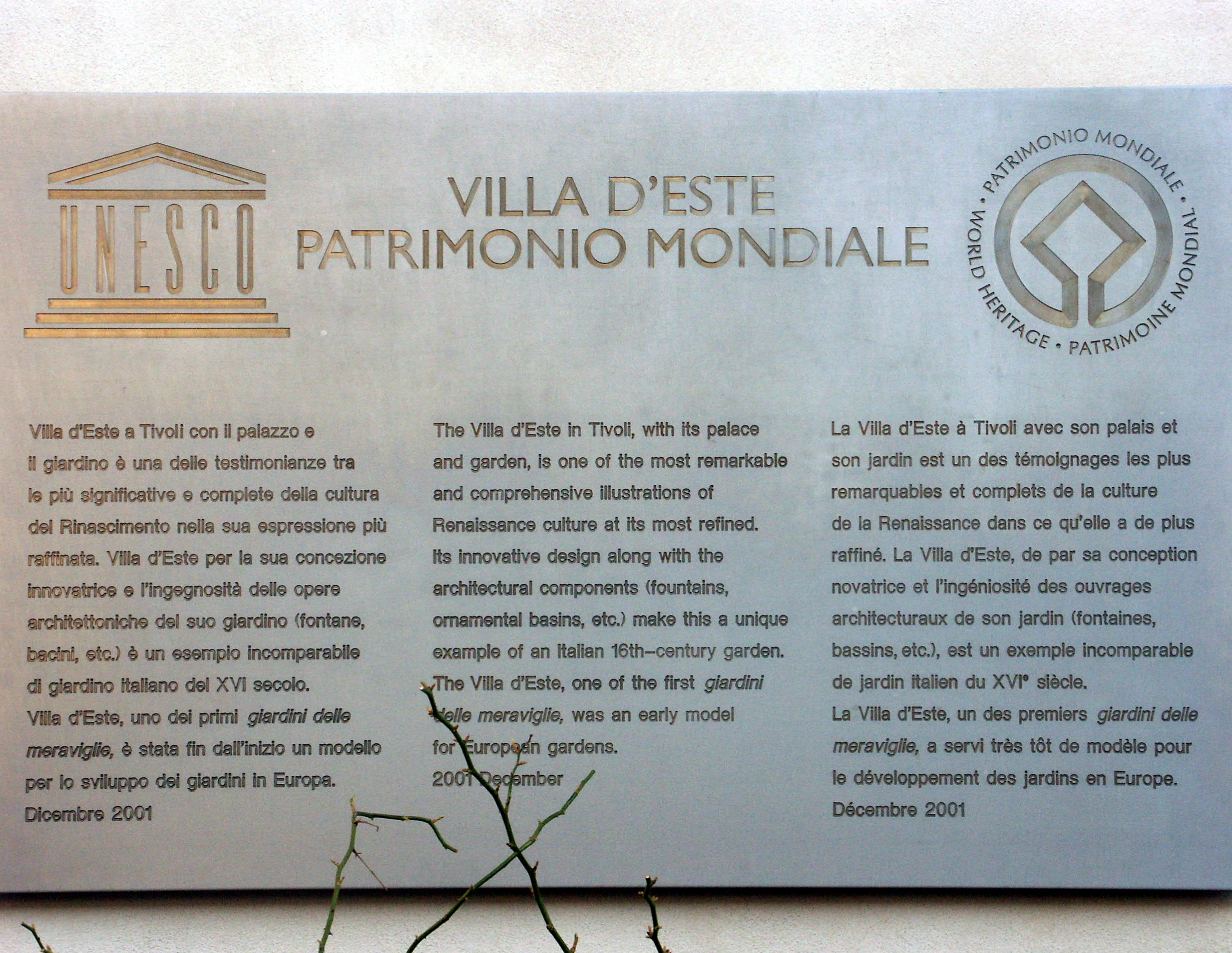
UNESCO-Tafel

Die Gärten sind ein Hauptwerk der italienischen Gartenkunst der Renaissance. Auf einem Stich von Étienne Dupérac erkennt man die typische geometrische Gliederung der Gärten. Die antiken Statuen sind der Renaissance zuzuordnen. Schon als manieristisch gelten die vielen mythologischen Bezüge, z. B. bei der Rometta. Typisch barock wiederum sind die Blickachsen der Alleen und Wege. Die Gärten waren Vorbild für viele Gärten im Zeitalter von Manierismus und Barock.

## Weltkulturerbe
Die Villa d’Este ist seit dem Jahr 2001 als Weltkulturerbe bei der UNESCO eingetragen.
Die UNESCO gibt zur Begründung an, der Komplex aus Palast und Garten veranschauliche auf bemerkenswerte und umfassende Weise vollendete Renaissancekultur. Der Garten sei als einer der ersten giardini delle meraviglie (wörtlich „Gärten der Wunder“) ein einzigartiges Beispiel für die italienische Gartenkunst des 16. Jahrhunderts und ein frühes Vorbild für die Entwicklung der Gärten in Europa.

## Rezeption in der Kunst

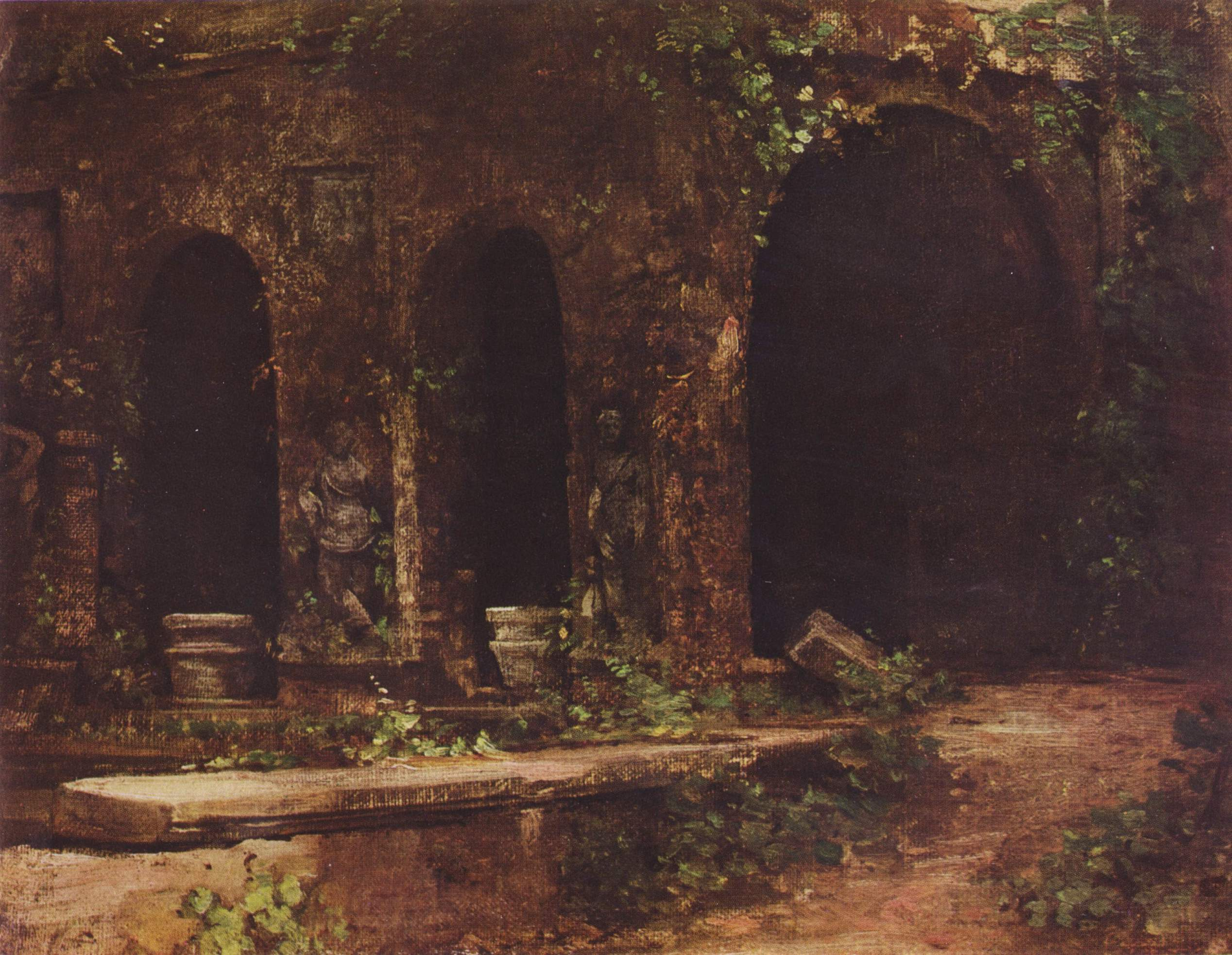
Grotte im Park der Villa d’Este, Ölgemälde von Carl Blechen (1828/1829)

Franz Liszt schuf unter dem Eindruck seiner Reise zur Villa d’Este drei Charakterstücke für Klavier: Les jeux d’eaux à la Villa d’Este (Die Wasserspiele bei der Villa d’Este) und zwei als Threnodien bezeichnete Stücke mit dem Titel Aux Cyprès de la Villa d’Este (Bei den Zypressen der Villa d’Este). Sie wurden in dem Album Années de pèlerinage: Troisième année veröffentlicht. 
Der deutschen Maler Carl Blechen wählte für seine Bilder wiederholt Motive aus dem Park des Anwesens, so z. B. „Grotte im Park der Villa d’Este“.